# Ратови звезда
Ратови звезда (енгл. Star Wars) америчка је медијска франшиза коју је створио Џорџ Лукас. Започела је истоименим филмом из 1977. и убрзо постала светски феномен поп-културе. Франшиза је проширена на више филмова и друге медије, попут телевизијских серија, видео-игара, романа, стрипова, атракција тематских паркова и тематских арена, који су део свеобухватног измишљеног универзума. Једна је од медијска франшиза са највећом зарадом свих времена.
Оригинални филм (Ратови звезда), касније поднасловљен Епизода IV — Нова нада (1977), пратили су Епизода V — Империја узвраћа ударац (1980) и Епизода VI — Повратак џедаја (1983), створивши трилогију оригинала. Лукас је касније режирао трилогију преднаставака, коју чини Епизода I — Фантомска претња (1999), Епизода II — Напад клонова и Епизода III — Освета сита (2005). Године 2012. Лукас је продао своју продуцентску кућу Дизнију, одрекавши се власништва над франшизом. Ово је довело до трилогије наставака, коју чини Епизода VII: Буђење силе (2015), Епизода VIII: Последњи џедаји (2017) и Епизода IX: Успон Скајвокера (2019).
Свих девет филмова „Саге о Скајвокерима” номиновано је за Оскара, а прва два су и освојила награду. Заједно са „антологијским” филмовима Одметник-1 (2016) и Соло (2018), комбиновани приход износи преко 10 милијарди долара, што је чини другом филмском франшизом са највећом зарадом свих времена. У припреми су додатни предстојећи филмови.

## Премиса
Франшиза Ратови звезда приказује пустоловине ликова „некада давно, у далекој галаксији”, у којој људи и многе врсте ванземаљаца (често хуманоидни) коегзистирају са роботима (који се у филмовима обично називају „дроиди”), који им помажу у свакодневном животу; свемирски летови између планета су уобичајени због хиперпросторне технологије брзине светлости. Планете се крећу од изузетно богатих до пустиња које насељавају само примитивна племена. Практично сваки биом Земље, поред много измишљених, има свој пандан као планету из Ратова звезда која, у већини случајева, врви од чулних и неосетљивих ванземаљаца. Франшиза такође користи друге астрономске објекте као што су астероидна поља и маглине. Свемирске летелице се крећу од малих ловаца, преко огромних капиталних бродова као што су разарачи звезда, до свемирских станица као што су Звезде смрти величине месеца. Телекомуникације обухватају двосмерне аудио и аудиовизуелне пројекторе, холографске пројекције и ХолоНет (интернет пандан).
Универзум Ратова звезда је углавном сличан нашем, али су његови закони физике мање строги и дозвољавају маштовитије приче. Једна од њих је мистична моћ позната као Сила која је у оригиналном филму описана као „енергетско поље свих живих бића… [које] повезује галаксију”. Поље је приказано као нека врста пантеистичког бога. Кроз обуку и медитацију, они у којима је „Сила јака” могу да остваре различите супермоћи (као што су телекинеза, прекогниција, телепатија и управљање физичком енергијом). Верује се да за Силу ништа није немогуће. Поменуте моћи имају два главна витешка реда у међусобном сукобу: џедаји, мировњаци Галактичке Републике који делују на светлој страни Силе путем невезивања и арбитраже, и сити, који користе тамну страну тако што управљају страхом и агресијом. Док џедаји могу бити бројни, сити (или „дартови”) су ограничени на двоје: учитеља и његовог ученика.
Владари Силе су веома малобројни у поређењу са популацијом. Џедаји и сити користе оружје које се зове светлосна сабља, сечиво које може да пресече готово сваку површину и одбије енергетске вијке. Остатак становништва, као и одметници и војници, користе ватрено оружје попут бластера. Због политике на нивоу галаксије, сво ово оружје се користи у разним војним сукобима током којих се одвија већина материјала из Ратова звезда. У спољним крајевима галаксије доминирају криминални синдикати као што је картел хатова. Гангстери и владе често унајмљују ловце на главе. Незаконите активности укључују кријумчарење и ропство.
Планете које омогућавају безброј поставки и невероватну разноликост живота, технологија на различитим нивоима напредовања и елементи фантастике чине Ратове звезда веома универзалном франшизом. Практично сваки жанр и тип приче може се прилагодити тако да се уклопи у франшизу.

## Филмови
| Филм                               | Година                         | Режија                         | Сценарио                                    | Прича                                                      | Продуцент                                     | Статус                         | Реф.                           |
| Трилогија оригинала: Епизоде —     | Трилогија оригинала: Епизоде — | Трилогија оригинала: Епизоде — | Трилогија оригинала: Епизоде —              | Трилогија оригинала: Епизоде —                             | Трилогија оригинала: Епизоде —                | Трилогија оригинала: Епизоде — | Трилогија оригинала: Епизоде — |
| ---------------------------------- | ------------------------------ | ------------------------------ | ------------------------------------------- | ---------------------------------------------------------- | --------------------------------------------- | ------------------------------ | ------------------------------ |
| Нова нада                          | 1977.                          | Џорџ Лукас                     | Џорџ Лукас                                  | Џорџ Лукас                                                 | Гари Керц                                     | Приказан                       | [ 17 ] [ 18 ]                  |
| Империја узвраћа ударац            | 1980.                          | Ирвин Кершнер                  | Ли Брекет и Лоренс Касдан                   | Џорџ Лукас                                                 | Гари Керц                                     | Приказан                       | [ 19 ] [ 20 ]                  |
| Повратак џедаја                    | 1983.                          | Ричард Маркан                  | Лоренс Касдан и Џорџ Лукас                  | Џорџ Лукас                                                 | Хауард Казанџијан                             | Приказан                       | [ 21 ] [ 22 ]                  |
| Трилогија преднаставака: Епизоде — |                                |                                |                                             |                                                            |                                               |                                |                                |
| Фантомска претња                   | 1999.                          | Џорџ Лукас                     | Џорџ Лукас                                  | Џорџ Лукас                                                 | Рик Макалум                                   | Приказан                       | [ 23 ]                         |
| Напад клонова                      | 2002.                          | Џорџ Лукас                     | Џорџ Лукас и Џонатан Хејлс                  | Џорџ Лукас                                                 | Рик Макалум                                   | Приказан                       | [ 24 ] [ 25 ]                  |
| Освета сита                        | 2005.                          | Џорџ Лукас                     | Џорџ Лукас                                  | Џорџ Лукас                                                 | Рик Макалум                                   | Приказан                       | [ 26 ] [ 27 ]                  |
| Трилогија наставака: Епизоде —     |                                |                                |                                             |                                                            |                                               |                                |                                |
| Буђење силе                        | 2015.                          | Џеј-Џеј Ејбрамс                | Лоренс Касдан, Џеј-Џеј Ејбрамс и Мајкл Арнт | Лоренс Касдан, Џеј-Џеј Ејбрамс и Мајкл Арнт                | Кетлин Кенеди, Џеј-Џеј Ејбрамс и Брајан Берк  | Приказан                       | [ 21 ] [ 28 ]                  |
| Последњи џедаји                    | 2017.                          | Рајан Џонсон                   | Рајан Џонсон                                | Рајан Џонсон                                               | Кетлин Кенеди и Рам Бергман                   | Приказан                       | [ 29 ] [ 30 ]                  |
| Успон Скајвокера                   | 2019.                          | Џеј-Џеј Ејбрамс                | Крис Терио и Џеј-Џеј Ејбрамс                | Дерек Коноли, Колин Тревороу, Џеј-Џеј Ејбрамс и Крис Терио | Кетлин Кенеди, Џеј-Џеј Ејбрамс и Мишел Рејван | Приказан                       | [ 31 ] [ 32 ]                  |
| Антологијски филмови               |                                |                                |                                             |                                                            |                                               |                                |                                |
| Одметник-1                         | 2016.                          | Гарет Едвардс                  | Крис Вајц и Тони Гилрој                     | Џон Кнол и Гари Вита                                       | Кетлин Кенеди, Алисон Ширмур и Сајмон Емануел | Приказан                       | [ 33 ]                         |
| Соло                               | 2018.                          | Рон Хауард                     | Џонатан Касдан и Лоренс Касдан              | Џонатан Касдан и Лоренс Касдан                             | Кетлин Кенеди, Алисон Ширмур и Сајмон Емануел | Приказан                       | [ 34 ]                         |
| Анимирани филм                     |                                |                                |                                             |                                                            |                                               |                                |                                |
| Ратови клонова                     | 2008.                          | Дејв Филони                    | Хенри Гилрој, Стивен Мелчинг и Скот Марфи   | Хенри Гилрој, Стивен Мелчинг и Скот Марфи                  | Кетрин Виндер                                 | Приказан                       | [ 35 ]                         |
| Предстојећи филмови                |                                |                                |                                             |                                                            |                                               |                                |                                |
| Ненасловљен филм                   | крај 2023.                     | Тајка Вајтити                  | Тајка Вајтити и Кристи Вилсон Кернс         | Тајка Вајтити и Кристи Вилсон Кернс                        | Кетлин Кенеди                                 | Претпродукција                 | [ 36 ]                         |
|                                    | Н/Д                            | Пати Џенкинс                   | Метју Робинсон                              | Метју Робинсон                                             | Кетлин Кенеди                                 | У развоју                      | [ 37 ]                         |

## Телевизија

### Серије
| Серија           | Сезона           | Епизоде          | Оригинална објава                       | Мрежа            |
| Анимиране серије | Анимиране серије | Анимиране серије | Анимиране серије                        | Анимиране серије |
| ---------------- | ---------------- | ---------------- | --------------------------------------- | ---------------- |
| Дроиди           | 1                | 12               | 7. септембар 1985. — 7. јун 1986.       |                  |
| Евокси           | 2                | 26               | 7. септембар 1985. — 13. децембар 1986. |                  |
| Ратови клонова   | 7                | 133              | 3. октобар 2008. — 4. мај 2020.         | /                |
| Побуњеници       | 4                | 75               | 3. октобар 2014. — 5. март 2018.        |                  |
| Отпор            | 2                | 40               | 7. октобар 2018. — 26. јануар 2020.     |                  |
| Лоша чета        | 1                | 16               | 4. мај 2021. — данас                    |                  |
| Визије           | 1                | 9                | 22. септембар 2021. — данас             |                  |
| Игране серије    |                  |                  |                                         |                  |
| Мандалорац       | 2                | 16               | 12. новембар 2019. — данас              |                  |
| Књига Бобе Фета  | 1                | 7                | 29. децембар 2021. — данас              |                  |
| Оби-Ван Кеноби   | 1                | 6                | 27. мај 2022. — данас                   |                  |

### Филмови
| Филм                  | Година | Режија            | Сценарио          | Прича      | Продуцент                         | Мрежа |
| --------------------- | ------ | ----------------- | ----------------- | ---------- | --------------------------------- | ----- |
| Пустоловина евока     | 1984.  | Џон Корти         | Боб Карау         | Џорџ Лукас | Томас Џ. Смит Патриша Роуз Дугнан |       |
| Евоки: Битка за Ендор | 1985.  | Џим Вит и Кен Вит | Џим Вит и Кен Вит | Џорџ Лукас | Томас Џ. Смит и Ијан Брајс        |       |

### Телевизијски специјали
| Филм                              | Година | Режија       | Сценарио                                                    | Прича                                                       | Продуцент                                  | Мрежа |
| --------------------------------- | ------ | ------------ | ----------------------------------------------------------- | ----------------------------------------------------------- | ------------------------------------------ | ----- |
| Ратови звезда: Празнични специјал | 1978.  | Стив Бајндер | Пат Профт, Леонард Рипс, Брус Виланч, Род Ворен и Мици Велч | Пат Профт, Леонард Рипс, Брус Виланч, Род Ворен и Мици Велч | Џо Лејтон, Џеф Старш, Кен Велч и Мици Велч |       |

## Измишљена хронологија
Измишљени универзум Ратова звезда обухвата више периода, од којих се три усредсређују на сваку од филмских трилогија. У јануару 2021. дефинисани су следећи периоди:
- Висока Република: Период „Високе Републике” смештен је 200 година пре трилогије преднаставака. Чине га медији објављени као део пројекта The High Republic и предстојећа серија Аколајт.[38]
- Пад џедаја: Период трилогије преднаставака,[г] обележавају догађаји у којима демократску Галактичку Републику уништава врховни канцелар Палпатин, који је заправо мрачни господар сита, Дарт Сидијус. Након што је осмислио Ратове клонова између Републике и сепаратистичке конфедерације, истребио је ред џедаја, збацио Републику и успоставио тоталитарну Галактичку Империју.[40][41] Чине га трилогија преднаставака и анимирана серија Ратови клонова.[38]
- Владавина Империје: Период после преднаставака трилогије, који истражује владавину Империје. Чине га Лоша чета, Соло: Прича Ратова звезда и Оби-Ван Кеноби.[38]
- Доба побуне: Период трилогије оригинална,[д] у ком се против Империје бори Побуњеничка алијанса у Галактичком грађанском рату који траје неколико година, а завршава се смрћу императора и падом Империје.[43][44] Чине га Ратови звезда: Побуњеници, Андор, Одметник-1: Прича Ратова звезда и трилогија оригиналних филмова.[38]
- Нова Република: Период после трилогије оригинала, смештен је након формирања Нове Републике и пада Империје. Чине га Мандалорац, Књига Боба Фета и Асока.[38]
- Успон Првог реда: Период трилогије наставака,[ђ] у ком су остаци Империје обликовани у Први ред.[46] Хероји бивших побуњеника, уз помоћ Нове Републике, предводе Отпор против репресивног режима и његових владара — мистериозног бића познатог као Сноук и оживљеног Палпатина.[47] Чине га анимирана серија Ратови звезда: Отпор и филмови трилогије наставака.[38]

Проширени универзум спиноф-медија приказује различите нивое континуитета, који су сматрани неканонским и 25. априла 2014. године ребрендирани у Легенде, како би већина наредних радова била усклађена са епизодним филмовима, филмом Ратови клонова и телевизијском серијом.

## Глумци и екипа
Видети Глумци Ратова звезда за опширнији списак
- Кени Бејкер []  |
- Хејден Кристенсен [] (Дарт Вејдер)  |
- Ентони Данијелс []  |
- Кари Фишер [] (Леја Органа)  |
- Харисон Форд [] (Хан Соло)  |
- Алек Гинис [] (стари Оби-Ван Кеноби)  |
- Марк Хамил [] (Лук Скајвокер)  |
- Самјуел Л. Џексон [] (Мејс Винду)  |
- Џејмс Ерл Џоунс [] (глас Дарт Вејдера)  |
- Џејк Лојд [] (млади Анакин Скајвокер)  |
- Ијан Макдермид [] (Палпатин/Дарт Сидијус)  |
- Јуан Макгрегор [] (млади Оби-Ван Кеноби)  |
- Лијам Нисон [] (Квај-Гон Џин)  |
- Натали Портман [] (Падме Амидала)  |
- Били Ди Вилијамс [] (Ландо Калрисијан)  |
- Френк Оз [] (глас Јоде)  |

Видети Екипа Ратова звезда за опширнији списак
- Хауард Казанџијан [] (продуцент)  |
- Ирвин Кершнер [] (редитељ)  |
- Гари Керц [] (продуцент)  |
- Џорџ Лукас [] (аутор/редитељ/сценариста)  |
- Ричард Маркванд [] (редитељ)  |
- Рик Макалум [] (продуцент)  |
- Џон Вилијамс [] (композитор)

### Концепција
Џорџ Лукас је Звездане ратове осмислио у раним 1970-тим. Урадио је више прерада идеје, које су обезбедиле доста материјала за касније филмове. Први филм је изашао 1977, а његова новелизација годину дана касније. Шести и последњи филм, Епизода , је изашао 19. маја 2005.
Основна замисао је била да се сниме три трилогије (укупно девет филмова), али је од онда Лукас изјавио да нема намеру да даље снима Звездане ратове после — епизоде III, делимично и стога што огроман број књига, игара, стрипова и телевизијских серија покрива тај период приче. Одбачена трећа трилогија (Епизоде VII, VIII и IX) је требало да се бави догађајима након пада Галактичке Империје.

### Снимање
Сви оригинални филмови су снимљени, поред других локација, у Елстри студијима (Elstree Studios) у Хертфордширу у Енглеској. Епизода I је снимљена у Ливсден филмским студијима (Leavesden Film Studios), а остала два дела у Сиднеју, Аустралија. Сцене на Татуину, пустињској планети из — епизода IV, VI, I, II и III, снимане су у Тунису.

### Сличности
Постоје одређене сличности између прве трилогије и касније снимљене претходне.
- У — епизодама I и IV, један од протагониста осигура победу у бици (Анакин уништи брод Трговачке Федерације, Лук уништи прву Звезду Смрти)
- У првим деловима трилогија (Епизоде I и IV) ментор главног протагонисте погине (Квај-Гон Џин, Оби-Ван Кеноби)
- У другим деловима (Епизоде II и V), протагониста изгуби десну руку (Анакин, Лук)
- Наслови су паралелни: Фантомска претња и Нова нада се односе на Анакина и Лука Скајвокера; Напад Клонова и Империја узвраћа ударац се односи на појачани напад војске против побуњеника, док се Освета Сита и Повратак Џедаја односе на победу наведеног Реда заснованог на Сили.
- У свим епизодама, осим — епизоде II, камера се спушта након што уводни текст нестане. У — епизоди II, камера се диже.
- У — епизодама III и VI, Палпатин охрабрује Анакина и Лука, да докрајче своје противнике - само што Анакин послуша, а Лук не.

### Нове верзије
Лукас се поново бавио оригиналном трилогијом. Епизоде IV-VI су прерађене и поново пуштене (и у биоскопе и на видео-касетама) током 1997. и поново на DVD-у септембра 2004. Филмови су детаљно пречишћени од несавршености технике, а Лукас је искористио прилику да уведе одређене измене. У интервјуу „AP”. Архивирано из оригинала 09. 12. 2004. г. Приступљено 26. 05. 2005.-у из септембра 2004, као разлог овоме наводи:
Мени су специјална издања филмови које сам хтео да направим. Свако ко снима филм, зна да он није никада готов. Прекинут је или истргнут из руку и бачен на тржиште, никада завршен… Већина уметника, сликара, чак и композитора би желели да могу да се врате и прераде своје дело. Имају нови поглед на њега, више средстава, бољу технологију и могу да исправе или заврше ствари које никада нису урадили…
Хтео сам да завршим филм на начин на који је требало да буду завршени. На почетку су ме питали, „Не свиђа ти се?”, а ја бих рекао „Па, филм је само 25 или 30 процената онога што сам хтео да постигнем”… Ако прочитате интервјуе из периода од тих неких осам-девет година, видећете да су о томе како сам разочаран и несрећан и како је то тужно искуство. Знате, јако је лоше када успете да обавите само пола посла и онда га никада не завршите. Ово је била моја прилика да га довршим.
Нова издања су извор трвења међу фановима, од којих многи тврде да додаци и измене кваре филмове. Бес фанова је повећала и немогућност набавке оригиналних филмова на DVD-има. Иронично, Лукас је био противник бојења црно-белих филмова у сведочењу пред Конгресом САД-а. Фанови виде овај став као хипокритичан, други сматрају да измене којима се Лукас противи учињене без сагласности уметника из оригиналне продукције, за разлику од измена које је он урадио у сопственим филмовима.

## Expanded Universe
Главни чланак:  (Ратови звезда)
Израз Expanded Universe (EU) се односи на све званично одобрене материјале које се тичу Ратова звезда ван шест филмова, а у себе убраја књиге, стрипове, игре и друге облике медија. Дела из EU су почела књигом Алана Дина Фостера (Alan Dean Foster)  из 1978. Лукас је одлучио да се претежно бави филмовима, али је задржао врховну контролу над свиме што се тиче Ратова звезда. Стога Lucasfilm Licensing мора да уложи велики напор да очува континуитет између филмова и делâ разних аутора. Повремено, детаљи из EU бивају инкорпорирани у највиши извор канона Ратова звезда, у филмове (нпр. име планете Корусант се први пут појављује у књизи Тимотија Зана ). Неки пуристи одбацују све из EU, верујући да су само догађаји из филмова део 'правог' света Ратова звезда.
Након што је Компанија Волт Дизни крајем 2012. купила Лукасфилм и стекла сва ауторска права на Звездане ратове, 25. априла 2014. је званично објављено да ће EU окренути потпуно нову страницу и да ни једна будућа књига, филм или серија неће бити засновани на постојећем садржају из EU који је стваран у претходних 35 година.

### Остали филмови
Од премијере Ратова звезда појавило се много званично санкционисаних пародија и EU филмова:
- (1978) је ТВ специјал, значајан по увођењу лика ловца на уцене Бобе Фета. Такође, споредни детаљ је постао култни симбол – wookiee-ookiee (врста хране Вукија), који је изнедрио и неке нове називе као што су "wookiee-cookie" (десерт на тему Ратова звезда) или "wookiee-hooky" (бежање из школе да би се гледао нови филм у серији Ратови звезда).
- (1984) и  (1985) који се баве породицом која је залутала на шумовити месец Ендор.
- је такмичење које спонзорише Lucasfilm у којем учествују кратки филмови фанова који се баве, односе на или исмевају феномен Ратова звезда.

### Радио и телевизија
је радио адаптација из 1981. коју је написао писац научне фантастике Брајан Дејли (Brian Daley). Касније су урађене адаптације и друга два филма оригиналне трилогије.
Три цртане серије су засноване на Звезданим ратовима. Прве две, Ратови звезда: Евокси и Ратови звезда: Дроиди, настале су 1985, док је Ратови звезда: Клонски ратови почела да се приказује 2003. Ратови звезда: Евокси се бави авантурама Евока пре Повратка Џедаја. Ратови звезда: Дроиди прати C-3PO-а и R2-D2-а између — епизода  и . Ратови звезда: Клонски ратови је смештен између Напада клонова и Освете Сита, током борби Џедаја против Конфедерације независних система у Ратовима Клонова.
2008. године Лукасфилм је нову серију Ратови звезда: Клонски ратови чија се радња дешава између у истом временском периоду као и код претходне серије Ратови звезда: Клонски ратови. Ову серију је красила нова знатно напреднија анимација, боља прича, а као увод у серију је направљен и дугометражни анимирани филм под истим именом који је биоскопску премијеру имао у августу 2008.
Након што је Дизни откупио Лукасфилм од Џорџа Лукаса, тим који је радио на серији Ратови звезда: Клонски ратови је почео рад на новим пројекту под именом Ратови звезда: Побуњеници. Ова нова серија је своју премијерну једночасовну премијеру имала на јесен 2014. на Дизни каналу , док су се све остале епизоде емитовале на каналу Дизни XD, све до 2018. када се серија завршила.
Следећа серија, Ратови звезда: Силе будућности, кренула је да се емитује 2017. године на Дизни каналу, и представља прву 2Д анимирану серију Лукасфилма од 2003. када је направљена Ратови звезда: Клонски ратови и прву 2Д серију од Лукасфилм енимејшн пошто раније компанија није постојала.

## Главне теме и утицаји
Филм се заснива на многим архетипским ликовима и темама из класичне књижевности.

### Митологија
Многе теме унутар Ратова звезда рефлектују елементе грчке трагедије, као што је немогућност контролисања судбине и значај пророчанства. Суб-заплет око донекле инцестуозне везе између Лука и Леје рефлектује причу о Едипу и како се не знајући венчао сопственом мајком. Луков однос са оцем је такође под утицајем грчке трагедије.
Ратови звезда показују велику сличност са азијским Wuxia Кунг Фу филмовима, као и са римском митологијом и јапанском chambara-ом. У жанру Wuxia филмова, протагонисти увек почињу свој живот са јасним стремљењем потреби да се освети неко драг (стари учитељ, отац или цела породица), и прати се пут од ученика до мајстора Кунг Фуа, што главни протагониста неизоставно постаје пре него што изравна рачуне са архинепријатељем. Утицај јапанског патоса је очигледан у техници борбе светлосним сабљама која је идентична самурајским борбама, чак до обавезног клањања.

### Филозофија и религија
У Звезданим ратовима се истиче самоуништива природа беса и мржње, сумирана у речима Јоде:
Страх је пут ка мрачној страни: страх води бесу, бес води мржњи, мржња води патњи.
Такође, инсистира се на потискивању осећања према одређеним особама. На пример, Јода каже Луку да би требало да остане на Дегоби да доврши своју обуку, а не да спасава своје пријатеље, јер ће тиме „уништити све зашта су се борили и патили.”
Овај став се поклапа са учењима таоизма и будизма, који истичу рационалну мисао и медитацију као пут ка просвећењу, као супротност Мрачној страни, дивље страсти и емоција. Епизода IV почиње очигледним клишеом – Дарт Вејдер у црном оделу, са Лејом Органом у чисто белој хаљини, алудирајући на концепте Добра и Зла. Осим Анакина у — епизодама II и III и Лука Скајвокера у — епизоди VI, црна одећа се повезује за мрачну Империју и Сит Цара. Сви официри Империје носе униформе сличне нацистичким, док су Побуњеници у једноставнијим, скоро аскетским оделима.

### Политика
Сматра се да Ратови звезда заступају меритократију (власт искључиво по стручности) над диктатуром, облик власти Платонове Републике која теоријски тријумфује на осталим облицима власти. Савет Џедаја као чувар мира саветује Сенат о свим стварима које се тичу Галактичке Републике, слично филозофу-краљу у Платоновим Дијалозима. Република је приказана као одговарајући облик демократије, али који има тежњу да склизне у корупцију, која касније води у диктатуру.
У — епизоди III, када је проглашена Империја у Сенату, Амидала каже: „Овако умире слобода. Уз громогласан аплауз”. Неки критичари виде ово као референцу на пад Вајмарске републике.

### Трећи рајх
Теорија коју су поставили неки фанови бави се алузијама на Нацистичку Немачку. Истичу се сличности између Палпатина и Адолфа Хитлера:
- Обојица почињу као популарни политичари који долазе на власт након свргавања канцелара.
- Први поступци након ступања на власт су ограничавање слобода, уз тврдње да су те мере неопходне да би се пронашле и елиминисале претње за које тврде да прете њиховим државама:
  - Палпатин уводи мере које му дају могућност да оснује армију која ће се борити са сепаратистичким покретом. Ипак, сепаратисти нису обавезно стварни, јер сâм Палпатин је творац и вођа тог покрета. Оснива га да би, као канцелар, имао изговор да ограничи слободу грађана.
  - Хитлер уводи мере које ће, по њему, искоренити и елиминисати комунисте у Немачкој. Оне дају могућност власти да прислушкује телефоне и чита пошту немачких грађана. Како је Хитлер рекао, „ако нисте комуниста, немате шта да кријете и ничега да се плашите од ових мера. Користиће се само да се нађу комунисти”.
- Обојица користе страх као основно оружје.
- Обојица користе обесправљене и погажене да обаве њихов прљави посао:
  - Палпатин подстиче многе галактичке послодавце да се побуне против Републике која је донела ограничења за њихове послове. Обећава им да ће, ако му помогну да уништи Републику, вратити пређашњу моћ и богатство.
  - Хитлер усађује у људе осећај индигнације преко начина на који је њихова земља била третирана након I светског рата: земља је била у руинама, инфлација међу најгорим у историји, а други народи нису хтели да помогну. Хитлер обећава, да ће уз народну помоћ, повратити понос Немачке и њену снагу.
- Владе обојице су отворено расистичке и ксенофобичне: 
  - Галактичка империја одбија да прими припаднике не-људских раса у своје редове (осим ако се не покажу супериорним у многим аспектима). Ниједан не-људски официр се не види у филмовима.
  - Једна од мисија нацистичке партије је истребљење свих инфериорних елемената у друштву (Јевреји, хомосексуалци, хендикепирани, Роми и многе друге групе)
- Обојица се упуштају у истребљење једне одређене групе:
  - Палпатин уништава све Џедаје, осим неколико који преживе. Касније, имплицитно одобрава уништење планете Алдеран и њене целе популације.
  - Хитлер је одговоран за масакри преко 11 милиона цивила, претежно Јевреја, Словена и Рома.
- Обојица се у последњим тренуцима понашају сумануто:
  - Палпатин је убеђен да побеђује у бици код Ендора, иако не схвата да су побуњеници веома јаки са бројним "кечевима у рукаву". Такође није свестан да ће га издати његов највернији сарадник Дарт Вејдер. Узда се у Звезду смрти као тајно победоносно оружје не знајући њене мане, док њом жели уништити планету иако се на њој поред непријатеља налази доста његових трупа.
  - Хитлер је уверен у коначну победу иако је непријатељ све ближи, а његови највернији људи (Ромел и Химлер) га издају на најгоре могуће начине (покушај атентата и тајног преговарања са непријатељем). Улаже наду и последње ресурсе у тајна оружја (Ме-262, В-2 и Тигар-2) и говори војницима да не одступају ма у каквим условима да се налазе (Стаљинград, Берлин).

### Технологија
Још један архетипски конфликт у филмовима је сукоб између технологије и природе. Током филмова, слабо наоружани народи који живе у складу са природом (Евокси и Гунгани) побеђују високо-механизоване непријатеље. Очигледна је разлика и у трупама Побуњеника и Империје. Побуњеници носе униформе у бојама околине (зелене, мрке и беле), док Империјална војска носи синтетичке беле оклопе. Нападачи у TIE fighter-има Империје су приказани као аперсонализовано јато, док су пилоти X-wing-а приказани као појединачне личности. Генерална идеја је да је технологија у супротности са хуманошћу. „Овај сајт”. Архивирано из оригинала 04. 11. 2016. г. Приступљено 28. 05. 2005. се бави тим темама и многим другим у анализи Ратова звезда.